# Dolichopus omnivagus
Dolichopus omnivagus är en tvåvingeart som beskrevs av Van Duzee 1921. Dolichopus omnivagus ingår i släktet Dolichopus och familjen styltflugor. Inga underarter finns listade i Catalogue of Life.